# 埃切爾斯山
埃切爾斯山（英語：Mount Etchells），是南極洲的山峰，位於科茨地，處於貝尼山以西，屬於沙克爾頓山脈中凱西灣的一部分，海拔高度約900米，現時由南極條約體系管理。